# 理查德·科维
理查德·奥斯瓦尔特·科维（Richard Oswalt Covey，1946年8月1日—），前美國空軍上校及美国国家航空航天局的宇航员，执行过STS-51-I、STS-26、STS-38以及STS-61任务。